# Lamoille County
Lamoille County är ett county i delstaten Vermont, USA. Det är ett av fjorton countyn i staten. Den administrativa huvudorten (county seat) är Hyde Park. År 2010 hade countyt 24 475 invånare. 

## Geografi
Enligt United States Census Bureau har countyt en total area på 1 201 km². 1 194 km² av den arean är land och 7 km² är vatten. 

### Angränsande countyn
- Orleans County - nordöst
- Caledonia County - öst
- Washington County - syd
- Chittenden County - väst
- Franklin County - nordväst